# Fernando Titarelli
Fernando Titarelli (Río Cuarto, Córdoba, 5 de enero de 1982) es un ex-baloncestista profesional argentino que se desempeñaba en la posición base. Jugó en los seleccionados juveniles de baloncesto de Argentina, llegando a formar parte del plantel que se consagró campeón en el Campeonato Sudamericano de Baloncesto Junior de 2000.

## Trayectoria

### Clubes
| Club                        | País      | Año         |
| --------------------------- | --------- | ----------- |
| Estudiantes de Bahía Blanca | Argentina | 1998 - 2000 |
| Ferro                       | Argentina | 2000 - 2002 |
| Estudiantes de Olavarría    | Argentina | 2002 - 2003 |
| Conarpesa Madryn            | Argentina | 2003 - 2004 |
| Peñarol de Mar del Plata    | Argentina | 2004 - 2006 |
| Estudiantes de Bahía Blanca | Argentina | 2006 - 2007 |
| Obras Sanitarias            | Argentina | 2007 - 2010 |
| Quilmes de Mar del Plata    | Argentina | 2010        |
| Boca Juniors                | Argentina | 2010 - 2011 |
| Monte Hermoso Basket        | Argentina | 2011 - 2012 |
| Banda Norte                 | Argentina | 2012 - 2015 |
| Barrio Parque               | Argentina | 2015 - 2016 |